# Kabul (rivier)
De Kabul is een zijrivier van de Indus die haar bron heeft in Afghanistan en vervolgens naar Pakistan stroomt. De volledige lengte van de rivier is 480 kilometer en hij stroomt onder andere langs de stad Kabul en Jalalabad. Het stroomgebied van de Kabul is 66.000 km2 groot, waarbij de Lugar en Panjshir belangrijke zijrivieren zijn.
- Gemeinsame Normdatei: 4096821-2
- Library of Congress Control Number: sh99003187
- Nationale Bibliotheek van Israël: 987007532645105171
- Virtual International Authority File: 244105309